# Stazione di Kayashima
La stazione di Kayashima (萱島駅?, Kayashima-eki) è una stazione ferroviaria delle Ferrovie Keihan situata nella città di Neyagawa nella prefettura di Osaka, in Giappone. La stazione è servita dalla linea Keihan Nakanoshima ed è dotata di 4 binari passanti su viadotto.

## Linee e servizi

### Treni
Ferrovie Keihan
● Linea principale Keihan

## Struttura
La stazione è costituita due marciapiedi a isola con quattro binari passanti su viadotto.
| 1-2 | ● Linea principale Keihan | per Hirakatashi, Chūshojima, Sanjō e Demachiyanagi (ora di punta)         |
| 3-4 | ● Linea principale Keihan | per Moriguchishi, Kyōbashi, Yodoyabashi o Nakanoshima (linea Nakanoshima) |

Particolarità di questa stazione, è la presenza di un grande albero di Cinnamomum camphora di circa 700 anni di età stimata, all'interno dell'edificio di stazione. Alla base del tronco è anche presente un piccolo santuario votivo shintō.

## Stazioni adiacenti
| «                             | Servizio                | »                       |
| Linea principale Keihan       | Linea principale Keihan | Linea principale Keihan |
| ----------------------------- | ----------------------- | ----------------------- |
| Ōwada                         | Locale Semiespresso     | Neyagawashi             |
| Moriguchishi                  | Subespresso             | Neyagawashi             |
| Kyōbashi                      | Subespresso pendolari   | Neyagawashi             |
| Tutti gli altri treni passano |                         |                         |